# Thesbia
Thesbia là một chi ốc biển, là động vật thân mềm chân bụng sống ở biển trong họ Conidae.

## Các loài
Các loài thuộc chi Thesbia bao gồm:
- Thesbia algoensis Thiele, 1925[2]
- Thesbia nana (Lovén, 1846)[3]
- Thesbia nanum (Loven, 1846)[4]
- Thesbia unica Sysoev, 1988[5]